# RuPaul's Drag Race (16. sezona)
Šesnaesta sezona američkog reality showa RuPaul's Drag Race s prikazivanjem je započela 5. siječnja 2024. godine na MTV-u. Četrnnaest drag kraljica natječe se za titulu »američke drag superzvijezde« te za novčanu nagradu od 200 tisuća američkih dolara. Sezona se u Hrvatskoj i ostatku svijeta prikazivala istovremeno s MTV-om na usluzi WOW Presents Plus, od 6. siječnja 2024. godine po srednjoeuropskom vremenu.
Sezona se sastoji od šesnaest epizoda. Finalistice sezone bile su Nymphia Wind, Plane Jane i Sapphira Cristál. U posljednjoj epizodi, pobjednicom sezone proglašena je Nymphia Wind.

## Produkcija
Sezona je bila službeno potvrđena 31. listopada 2022. godine. Prijave za sezonu trajale su do 6. siječnja 2023. godine.
Četrnaest natjecatelja šesnaeste sezone bilo je predstavljeno 6. prosinca 2023. godine u posebnoj emisiji Meet The Queens na Youtubeu. Istoga je dana potvrđeno da emisija s prikazivanjem započinje 5. siječnja 2024. godine na MTV-u.

## Natjecatelji
| Natjecatelj          | Dob | Mjesto                     | Plasman |
| -------------------- | --- | -------------------------- | ------- |
| Nymphia Wind         | 27  | New York City, New York    | 1.      |
| Sapphira Cristál     | 34  | Philadelphia, Pennsylvania | 2.      |
| Plane Jane           | 24  | Boston, Massachusetts      | 3.      |
| Q                    | 26  | Kansas City, Missouri      | 4.      |
| Morphine Love Dion   | 25  | Miami, Florida             | 5.      |
| Dawn                 | 24  | New York City, New York    | 6.      |
| Mhi'ya Iman Le'Paige | 34  | Miami, Florida             | 7.      |
| Plasma               | 24  | New York City, New York    | 8.      |
| Xunami Muse          | 33  | New York City, New York    | 9.      |
| Megami               | 33  | New York City, New York    | 10.     |
| Geneva Karr          | 30  | Brownsville, Texas         | 11.     |
| Amanda Tori Meating  | 26  | Los Angeles, Kalifornija   | 12.     |
| Mirage               | 29  | Las Vegas, Nevada          | 13.     |
| Hershii LiqCour-Jeté | 31  | Los Angeles, Kalifornija   | 14.     |

## Epizode
| 208. | 1.  | "Rate-A-Queen"                            | Sapphira Cristál                                     | —                           | 5. siječnja 2024.  |
| Prvih sedmero kraljica ulazi u natjecanje te predstavljaju sebe i svoj drag. Kao glavni tjedni izazov, kraljice moraju predstaviti svoje talente u talent showu pod nazivom MTV's Spring Break. Nakon glavnog izazova i revije na modnoj pisti, kraljice saznaju da moraju ocijeniti jedna drugu. - Gostujuća sutkinja: Charlize Theron - Tema na modnoj reviji: RuVeal Yourself (dosl. Predstavi sebe) - Natjecatelji u Top 2: Sapphira Cristál i Q - Pjesma na lipsync dvoboju: Beyoncé – "Break my Soul" |     |                                           |                                                      |                             |                    |
| 209. | 2.  | "Queen Choice Awards"                     | Plane Jane                                           | —                           | 12. siječnja 2024. |
| Drugih sedmero kraljica ulazi u natjecanje te predstavljaju sebe i svoj drag. Kao glavni tjedni izazov, kraljice moraju predstaviti svoje talente u talent showu. - Gostujuća sutkinja: Becky G - Tema na modnoj reviji: Made You Look - Natjecatelji u Top 2: Plane Jane i Geneva Karr - Pjesma na lipsync dvoboju: Becky G – "Shower" |     |                                           |                                                      |                             |                    |
| 210. | 3.  | "The Mother of All Balls"                 | Nymphia Wind                                         | Hershii LiqCour-Jeté        | 19. siječnja 2024. |
| Kraljice iz obje grupe upoznaju se po prvi puta. Sapphira Cristál i Plane Jane dobivaju "eliminacijski napitak" kojeg mogu iskoristiti u budućim epizodama kako bi se spasile od eliminacije. U ovotjednom izazovu kraljice trebaju prezentirati tri modne kombinacije na balu, s time da treću kombinaciju trebaju same dizajnirati i sašiti. Kao i u prethodnom tjednu, kraljice rangiraju jedna drugu, a dvije najslabije ulaze u lipsync dvoboj. - Gostujući sudac: Isaac Mizrahi - Teme na modnoj reviji: Mother Goose, Significant Mother i Call Me Mother/Father Eleganza - Pjesma na lipsync dvoboju: Ava Max – "Maybe You're the Problem" - Natjecatelji na lipsync dvoboju: Geneva Karr i Hershii LiqCour-Jeté |     |                                           |                                                      |                             |                    |
| 211. | 4.  | "RPDR Live!"                              | Plasma                                               | Mirage                      | 26. siječnja 2024. |
| Natjecatelji su stavili svoje glumačke sposobnosti na test u parodiji pod imenom RDR Live. - Gostujući sudac: Sarah Michelle Gellar - Tema na modnoj reviji: Everything Every-Cher All At Once - Natjecatelji na lipsync dvoboju: Geneva Karr i Mirage - Pjesma na lipsync dvoboju: Cher – "Dark Lady" |     |                                           |                                                      |                             |                    |
| 212. | 5.  | "Girl Groups"                             | Geneva Karr Megami Mhi'ya Iman Le'Paige Nymphia Wind | Amanda Tori Meating         | 2. veljače 2024.   |
| Natjecatelji su podijeljeni u tri tima po četiri osobe. Pobjednica mini izazova Sapphira Cristál te prošlotjedna pobjednica Plsama i pobjednica lipsync dvoboja Geneva Karr bili su kapetani timova i time birali članove svojega tima. Ovotjedni glavni izazov je napisati tekst na jednu od RuPaulovih pjesama te grupno izvesti pjesmu na pozornici pred žirijem. Genevin tim je odnio pobjedu, a ostali su dobili kritike žirija. - Gostujući sudac: Icona Pop - Tema na modnoj reviji: Faster Pussycat, Wig, Wig - Natjecatelji na lipsync dvoboju: Amanda Tori Meating i Q - Pjesma na lipsync dvoboju: Icona Pop – "Emergency" |     |                                           |                                                      |                             |                    |
| 213. | 6.  | "Welcome to the DollHouse"                | Q                                                    | Geneva Karr                 | 9. veljače 2024.   |
| U novom dizajnerskom izazovu, natjecatelji moraju izraditi modne kombinacije inspirirane vlastitim lutkama. - Gostujući sudac: Law Roach - Tema na modnoj reviji: Welcome to the DollHouse - Natjecatelji na lipsync dvoboju: Geneva Karr i Mhi'ya Iman Le'Paige - Pjesma na lipsync dvoboju: "Janet Jackson" – "Control" |     |                                           |                                                      |                             |                    |
| 214. | 7.  | "The Sound of Rusic"                      | Plasma                                               | Megami                      | 16. veljače 2024.  |
| Natjecatelji nastupaju u mjuziklu pod imenom "The sound of Rusic." - Gostujući sudac: Adam Shankman - Tema na modnoj reviji: I Can Buy Myself Flowers - Natjecatelji na lipsync dvoboju: Megami i Mhi'ya Iman Le'Paige - Pjesma na lipsync dvoboju: Miley Cyrus – "Flowers" |     |                                           |                                                      |                             |                    |
| 215. | 8.  | "Snatch Game"                             | Plane Jane                                           | Xunami Muse                 | 23. veljače 2024.  |
| Kraljice su ovoga tjedna igrale izazov u kojemu moraju glumiti odabrane poznate ličnosti. Kraljice su glumile slijedeće poznate ličnosti: - Dawn kao Meghan McCain - Mhi'ya Iman Le'Paige kao "Trinina sestrična $haquita" - Morphine Love Dion kao Anna Delvey - Nymphia Wind kao Jane Goodall - Plane Jane kao Jelena Karleuša - Plasma kao Patti LuPone - Q kao Amelia Earhart - Sapphira Cristál kao James Brown - Xunami Muse kao Zubić vila Izazov je pobijedila Plane Jane, koja je najviše nasmijala RuPaula svojim prerušavanjem u srbijansku pjevačicu Jelenu Karleušu. Prema odluci žirija, najslabije kraljice tjedna bile su Morphine Love Dion i Xunami Muse. Nakon lipsync dvoboja, Xunami napušta natjecanje. - Gostujući sudac: Kyra Sedgwick - Tema na modnoj reviji: Dancing Queen - Natjecatelji na lipsync dvoboju: Morphine Love Dion i Xunami Muse - Pjesma na lipsync dvoboju: Whitney Houston – "I Wanna Dance with Somebody (Who Loves Me)" |     |                                           |                                                      |                             |                    |
| 216. | 9.  | "See You Next Wednesday"                  | Q                                                    | Plasma                      | 1. ožujka 2024.    |
| Natjecatelji su morali dizajnirati vlastite modne kreacije inspiriranim gotičkim modnim izričajem. - Gostujući sudac: Kaia Gerber - Tema na modnoj reviji: See You Next Wednesday - Natjecatelji na lipsync dvoboju: Mhi'ya Iman LePaige i Plasma - Pjesma na lipsync dvoboju: Lady Gaga – "Bloody Mary (Wednesday Dance TikTok Version)" |     |                                           |                                                      |                             |                    |
| 217. | 10. | "Werq the World"                          | Sapphira Cristál                                     | —                           | 8. ožujka 2024.    |
| Natjecatelji su morali osmisliti tekst i usvojiti koreografiju za novu političku himnu pod naslovom Power. RuPaul odlučuje da ovoga tjedna nema eliminacija i stoga su Morphine Love Dion i Sapphira Cristál proglašene najboljim kraljica u ovom izazovu koje su se suočile u lipsync dvoboju. - Gostujući sudac: Jamal Sims - Tema na modnoj reviji: True Colors - Natjecatelji u Top 2: Morphine Love Dion i Sapphira Cristál - Pjesma na lipsync dvoboju: Meghan Trainor – "Made You Look" |     |                                           |                                                      |                             |                    |
| 218. | 11. | "Corporate Queens"                        | Sapphira Cristál                                     | Mhi'ya Iman Le'Paige        | 15. ožujka 2024.   |
| Kraljice testiraju svoje komedijske i prezentacijske vještine u seminaru o drag kraljicama. - Gostujući sudac: Joel Kim Booster - Tema na modnoj reviji: Flashback: DragCon 1980 - Natjecatelji na lipsync dvoboju: Mhi'ya Iman Le'Paige i Morphine Love Dion - Pjesma na lipsync dvoboju: Donna Summer – "Dim All The Lights" |     |                                           |                                                      |                             |                    |
| 219. | 12. | "Bathroom Hunties"                        | Plane Jane Sapphira Cristál                          | Dawn                        | 22. ožujka 2024.   |
| Natjecatelji dizajniraju svoje vlastite kupaone u kojima će gosti imati nezaboravan provod. - Gostujući sudac: Mayan Lopez - Tema na modnoj reviji: Chain Reaction - Natjecatelji na lipsync dvoboju: Dawn i Morphine Love Dion - Pjesma na lipsync dvoboju: Megan Thee Stallion – "Body" |     |                                           |                                                      |                             |                    |
| 220. | 13. | "Drag Race Vegas LIVE! Makeovers"         | Plane Jane                                           | Morphine Love Dion          | 29. ožujka 2024.   |
| U ovotjednom izazovu, preostalih pet kraljica treba pretvoriti plesače iz showa RuPaul's Drag Race Live! u drag kraljice. - Gostujući sudac: Kelsea Ballerini - Tema na modnoj reviji: Drag Family Resemblance - Natjecatelji na lipsync dvoboju: Morphine Love Dion i Sapphira Cristál - Pjesma na lipsync dvoboju: Kelsea Ballerini – "Miss Me More" |     |                                           |                                                      |                             |                    |
| 221. | 14. | "Booked & Blessed"                        | Nymphia Wind                                         | Q                           | 5. travnja 2024.   |
| Natjecatelji trebaju zaviriti duboko u svoju osobnost i svoj drag brend te napisati memoare. U prvom dijelu izazova poziraju za naslovnicu knjige, a voditelj podcasta Matt Rogers ih zatim intervjuira o njihovim knjigama. Novinar i pisac Ronan Farrow (Catch and Kill) gostujući je sudac epizode. Nymphia Wind najviše je impresionirala žiri svojom inspirativnom životnom pričom, a Plane Jane i Q nisu uspijele prenijeti poruku svojih memoara te stoga završile na eliminacijskom lipsync dvoboju. Nakon dvoboja u kojemu je Plane Jane eliminirala Q, RuPaul objavljuje da su finalistice sezone Nymphia Wind, Plane Jane i Sapphira Cristál. - Gostujući sudac: Ronan Farrow - Tema na modnoj reviji: Fandango - Natjecatelji na lipsync dvoboju: Plane Jane i Q - Pjesma na lipsync dvoboju: Tina Turner – "Better Be Good to Me" |     |                                           |                                                      |                             |                    |
| 222. | 15. | "LipSync Lalaparuza Smackdown - Reunited" | Morphine Love Dion                                   | —                           | 12. travnja 2024.  |
| Sve eliminirane kraljice vraćaju se na ponovno okupljanje. Također će i sudjelovati u nizu lipsync dvoboja čiji će pobjednik osvojiti 50 tisuća američkih dolara. Nako niza dvoboja, Morphine Love Dion osvojila je novčanu nagradu i titulu pobjednice lipsync dvoboja. |     |                                           |                                                      |                             |                    |
| 223. | 16. | "Grand Finale"                            | Nymphia Wind                                         | Sapphira Cristál Plane Jane | 19. travnja 2024.  |
| Među preostalim kraljicama šesnaeste sezone, RuPaul će okruniti pobjednicu koja će osvojiti 200 tisuća američkih dolara. Sve tri finalistice prvo su izvele individualni lipsync performans, a RuPaul je zatim odlučio da Nymphia i Sapphira prolaze u finalni krug. Nakon lipsync dvoboja, Nymphia Wind proglašena je pobjednicom sezone. Osim toga, odabrane su i dvije Miss Congeniality šesnaeste sezone: Xunami Muse i Sapphira Cristál. - Pjesma na finalnom lipsync dvoboju: Kylie Minogue – "Padam Padam" |     |                                           |                                                      |                             |                    |

## Vanjske poveznice
- Službena stranica na mtv.com
- RuPaul's Drag Race na Instagramu
- RuPaul's Drag Race na Facebooku
- RuPaul's Drag Race u internetskoj bazi filmova IMDb-a